# Nikah
En el Islam el matrimonio es un contrato (en árabe: عقد القران 'aqd al-Qiran' "contrato de matrimonio") entre un hombre y el tutor legal de una mujer (según doctrina vigente en cada país), quien se la da en matrimonio. La novia debe dar su consentimiento por su propia y libre voluntad. Es un contrato formal que se considera parte integrante de un matrimonio islámico religiosamente válido, y describe los derechos y las responsabilidades del novio y de la novia. La ceremonia debe ser presenciada por dos testigos musulmanes. El divorcio está permitido y puede ser solicitado por cualquiera de las dos partes, a pesar de que la solicitud del divorcio es muy fácil para el hombre (Talaq) y muy difícil de obtener para la mujer (khula). Las reglas actuales del matrimonio y del divorcio (a menudo parte de las leyes sobre el estatuto personal) pueden variar mucho de un país a otro, basado en el derecho codificado y la escuela de jurisprudencia que se sigue en gran parte de ese país.
Además del matrimonio de costumbre hasta la muerte o el divorcio, existe un matrimonio diferente, una especie de matrimonio a plazo fijo conocido como Zawaj al-mutah, permitido solo por los Imamíes (una rama Chiita) por un periodo prefijado. En el islam suní se permite la práctica del matrimonio temporal.

## Historia
El matrimonio era una Sunnah (costumbre) de los profetas anteriores que el Profeta Mahoma y que transmitió a su comunidad o Umma. Actualmente, este término también se usa para definir el "acto sexual".

## Antecedentes
En el matrimonio islámico se exige la aceptación del novio y del tutor legal de la novia. La novia normalmente está presente durante la firma del contrato, pero su presencia no es obligatoria.
Si se cumplen las condiciones, se acuerda la dote y se firma el contrato, ya puede tener lugar la ceremonia de la boda islámica. Hoy en día el contrato también puede ser firmado por la novia, mientras que técnicamente solo se requiere un acuerdo verbal entre ambas partes, el novio y el tutor legal de la novia. En general, la novia debe dar su libre consentimiento y este es obligatorio para llevar a cabo el contrato pero, en algunas áreas del mundo, la cultura local dicta que éste no se requiere si el tutor legal da su consentimiento. Una vez firmado el contrato, el matrimonio es declarado públicamente por una persona encargada de pronunciar un sermón,aconsejar y guiar a la pareja.
El Corán dice a los musulmanes que, incluso siendo pobres, se casen para protegerse de la inmoralidad. El Corán afirma que el matrimonio es una manera legítima de satisfacer su deseo sexual. El islam reconoce el valor de las relaciones sexuales y el compañerismo y aboga por el matrimonio como la base para la formación de familias y la canalización de la satisfacción de una necesidad básica. El matrimonio es muy valorado y considerado como un medio de profesión de fe, de acuerdo a un dicho de Mahoma. Si el matrimonio es obligatorio ha sido por varios estudiosos y convinieron que "... si una persona tiene los medios para casarse y no tiene miedo de maltratar a su esposa o de la comisión de actos ilícitos si no se casa, entonces en su caso el matrimonio es mustahab (permitido)".

## Condiciones
El Corán describe algunas de las condiciones para que un matrimonio tenga lugar:
- El contrato de matrimonio se firma entre el tutor de la novia y el novio.
- El matrimonio debe llevarse a cabo a través de un contrato y una suma obligatoria de la riqueza proporcionada a la novia, que en este caso se refiere a la dote. Una vez se ha otorgado la dote, constatando que es una obligación otorgarla para un marido musulmán, se requiere que el novio pague a la novia en el momento del matrimonio, a menos que él y la novia pacten de mutuo acuerdo el retraso de algunos pagos de la dote. La dote es una práctica Islámica, donde se le otorga poder económico a la mujer, que ella puede disponer del(dote) como ella así lo desee.
- Otro requisito para el matrimonio es la castidad. El no fornicador tiene derecho a casarse con una pareja casta, excepto si ambos se purifican de este pecado por medio del arrepentimiento sincero.[5]
- El matrimonio permite que un hombre se case con una mujer casta, ya sea musulmana o de la Gente del Libro (cristiana, judía o Sabea) pero no con politeístas (idólatras). Para la mujer, el matrimonio con cualquier otro hombre que no sea musulmán está prohibido. La mujer solo puede casarse con un hombre musulmán.[6] No existe una prohibición expresa en el Corán acerca del matrimonio de la mujer musulmana con un hombre perteneciente a la Gente del Libro. Sin embargo, la gran mayoría de los juristas musulmanes argumentan que el permiso expreso fue dado a los hombres y no a las mujeres, por lo que dicho matrimonio les está prohibido.[7]
- El consentimiento expreso de la mujer solo es necesario si ella no es virgen y su tutor legal no es ni su padre ni su abuelo. En cambio, una mujer virgen no se puede casar sin el permiso de su tutor legal y, si ella es demasiado tímida para dar su consentimiento, su silencio se considerará como un acuerdo implícito. El tutor legal que puede obligar a una novia a contraer matrimonio se llama mujbir wali, según "The Encyclopaedia of Islam". Si la mujer se vio obligada a casarse sin las condiciones mencionadas anteriormente, según la escuela Hanafí de la ley islámica, la decisión puede ser revocada cuando la novia sea mayor de edad. Por lo tanto, los matrimonios forzados están en contra de las enseñanzas islámicas.[8]

## Derechos y obligaciones de los esposos
Según el islam, tanto el hombre como la mujer tienen derecho el uno sobre el otro, cuando ambos firman el contrato matrimonial el marido sirve como protector y defensor de la familia. Esta tutela tiene dos aspectos para ambos:
- El marido es el responsable financiero del bienestar y el mantenimiento de su esposa y sus hijos y, como mínimo, les debe proporcionar un hogar, comida y ropa. A cambio, es deber de la esposa salvaguardar los bienes del marido y administrar la riqueza familiar. Si la esposa puede mantenerse ella misma por sus propios medios financieros, no está obligada a gastar su dinero en su marido o sus hijos, ya que puede ser dueña de sus propiedades y de su fortuna, por lo que el marido no tiene derecho a disponer de las propiedades de su esposa sin el consentimiento explícito de esta. La dote se incluye en la responsabilidad financiera del marido.
- El marido proporciona la fuerza física y el honor, por lo que deberá proteger y salvaguardar el bienestar de su esposa, además, aunque en muy raras ocasiones, puede tener hasta tres esposas más, con la condición de que este deba sustentar y cumplir a la perfección con todos los derechos de estas. A cambio, la mujer protege los secretos de su esposo, es honorable, fiel y leal a su marido.

El Corán aconseja los maridos de mujeres rebeldes que primero deben amonestarlas, luego deben negarse a compartir sus camas y, finamente, reprenderlas. Esto se refiere a violaciones conductuales graves como la promiscuidad, pero sin causarles daños o dolor.
A las mujeres también se les recuerda que, en el caso de que el marido no cumpla con sus responsabilidades, no serán estigmatizadas por divorciarse. El Corán subraya que la justicia para la mujer incluye apoyo emocional y recuerda a los maridos que no pueden disponer de la dote o los regalos nupciales ofrecidos a las mujeres. En casos desafortunados, cuando el acuerdo era posponer el pago de la dote, algunos esposos intimidan a sus esposas e insisten en la devolución de la dote con el fin de acordar la disolución del matrimonio, esto es antiislámico y cruel. Cuando el marido ha sido abusivo o negligente con sus responsabilidades, no tiene derecho a tomar la propiedad de su esposa a cambio de su libertad. Desafortunadamente, la mayoría de las parejas se niegan a acudir al juez y al arbitraje obligatorio para estas cuestiones a pesar de que el Corán dice: "... y si teméis una ruptura entre ellos, entonces nombrad a un árbitro de entre su gente. Si ellos (los árbitros) desean la reconciliación, Allah los afectará entre ellos. Allah es omnisciente, bien informado".

## Contratos de matrimonio y matrimonios forzados
El contrato se celebra entre el tutor legal de la novia (según doctrina de cada país) y el novio, no entre el novio y la novia. El tutor legal (o wali) de la novia solo puede ser un musulmán libre y, como norma general, es un pariente masculino de la novia, preferentemente el padre. En caso de que la mujer no tenga un pariente musulmán masculino, el tutor legal (wali) será el representante de los musulmanes de la zona. 
El papel del tutor legal (wali) es proteger a la mujer.
El permiso de la novia es obligatorio.
La escuela Hanafí sostiene que se requiere el permiso de la novia si esta ha llegado a la pubertad. Los eruditos de esta escuela también sostienen que si una novia fue obligada a contraer matrimonio antes de alcanzar la pubertad, tiene la opción de anular el matrimonio si así lo desea. Según estos eruditos, un wali que no sea el padre o el abuelo de la novia (llamado mujtar wali) necesita el consentimiento de la novia. Si la novia no se pronuncia sobre la cuestión, entonces se asume que consiente en contraer matrimonio a través de su falta de objeción.

## Los matrimonios forzados y los derechos humanos
Los niños de algunas subculturas musulmanas que desafían los deseos de sus padres pueden, en la práctica, sufrir sanciones apoyadas por la comunidad. La conciencia internacional, las campañas y organizaciones como Forced Marriage Unit, del Reino Unido, han reconocido la gravedad de este problema de derechos humanos, y su rescate y su apoyo se extienden más allá de las fronteras del Reino Unido. Algunos países han instituido la pena de cárcel para los padres que intentan obligar a sus hijas a contraer matrimonio.